# (464061) 2014 WC237
(464061) 2014 WC237 es un asteroide perteneciente al cinturón de asteroides, descubierto el 23 de octubre de 2009 por el equipo Spacewatch desde el Observatorio Nacional de Kitt Peak (Arizona, Estados Unidos).